# Campeonato Europeu de Futebol Feminino de 1987
O Campeonato Europeu de Futebol Feminino de 1987 foi disputado na Noruega. Foi ganho pelas donas da casa numa final contra as campeãs de 1984. Mais uma vez, houve apenas quatro grupos de classificação, mas dessa vez a anfitriã foi decidida após a fase de classificação.